# Gabelzweigtang
Der Gabelzweigtang (Bifurcaria bifurcata) ist eine Braunalgenart aus der Familie der Sargassaceae, die in der Gezeitenzone der europäischen Atlantikküste vorkommt.

## Beschreibung
Die Alge erreicht typischerweise eine Länge zwischen 25 und 50 cm. Der gelblich-grüne bis braune Thallus besteht aus einer zylindrischen Achse, die sich in regelmäßigen Abständen dichotom verzweigt. Wie bei allen Braunalgen wird die bräunliche Farbe durch den Farbstoff Fucoxanthin hervorgerufen. Die Spitzen der der sterilen Thallusabschnitte sind abgerundet und leicht verdickt. In den Rezeptakeln der fertilen Thallusbereiche werden sowohl Antheridien, als auch Archegonien ausgebildet.

## Verbreitung
Bifurcaria bifurcata ist an den europäischen Atlantikküsten weit verbreitet. So findet man sie etwa in Großbritannien, Irland, Helgoland, Frankreich, Spanien und Portugal, sowie in Marokko, nicht aber in Schottland, Island und Skandinavien.

## Etymologie
Sowohl der Gattungsname Bifurcaria als auch das Artepithet bifurcata beziehen sich auf die charakteristischen gabelartigen Verzweigungen (Bifurkationen) dieser Braunalgenart.